# Zollfahndung (Fernsehserie)
Zollfahndung ist eine Kriminalserie, von der 13 Folgen vom Deutschen Fernsehfunk produziert und 12 davon in den Jahren 1970 und 1971 in dessen 1. Programm ausgestrahlt wurden.

## Inhalt
Im Mittelpunkt der Serie stehen drei Zollbeamte, die Fälle von Grenzschmuggel oder Fluchthilfe untersuchen und aufklären. Wie auch in anderen DDR-Kriminalserien (beispielsweise Blaulicht) zu der Zeit üblich, waren die Täter in der Regel Bürger der Bundesrepublik Deutschland, auch die Taten selber fanden ihren Ursprung im deutschen Nachbarstaat.

## Sonstiges
Autor und Regisseur Celino Bleiweiß arbeitete für die in Schwarz-Weiß gedrehte Serie eng mit der Zollfahndung der DDR zusammen. Zollfahndung war beim Fernsehpublikum außerordentlich beliebt, Einschaltquoten bis zu 60 % konnten erreicht werden. Wörtlich hieß es in Heft 9/1971 der Programmzeitschrift FF dabei: "In spannenden Geschichten erzählt die Reihe von den Aufgaben unserer Zollfahndungsorgane, die täglich die Sicherheit unserer Grenzen und damit unsere Wirtschaft gegen die vom Gegner gelenkten Zollverbrechen verteidigen."
Die Ausstrahlung erfolgte zunächst in wöchentlichem Abstand, nach dem 19. Januar 1971 dann nur noch unregelmäßig. Von den insgesamt 13 gedrehten Folgen wurde die letzte Folge aus unbekannten Gründen nie gesendet.
Die Darsteller in den zwölf Filmen gehörten zum großen Teil zum Ensemble des Leipziger Schauspielhauses bzw. lebten in Leipzig.

## Episodenliste
| Folge | Erstausstrahlung  | Titel                       |
| ----- | ----------------- | --------------------------- |
| 1     | 15. Dezember 1970 | Boje 25                     |
| 2     | 22. Dezember 1970 | Giftige Nadeln              |
| 3     | 29. Dezember 1970 | Das Haus in der Heide       |
| 4     | 5. Januar 1971    | Das Schloß an der Leine     |
| 5     | 12. Januar 1971   | Die Kopie                   |
| 6     | 19. Januar 1971   | Segelschiffe aus Hawaii     |
| 7     | 17. Februar 1971  | Das Testament               |
| 8     | 24. Februar 1971  | Meisterzinn                 |
| 9     | 2. März 1971      | Das Paket fällt aus dem Zug |
| 10    | 9. März 1971      | Fünfzehn Karat              |
| 11    | 16. März 1971     | Die Pelzschleuse            |
| 12    | 14. April 1971    | Nächtlicher Empfang         |
| 13    |                   | Der Fürstenstuhl            |

## Episodeninhalte
1. Boje 25
Es geht um einen Einbruch in eine Villa, in der vor 1945 ein hoher Offizier der SS gewohnt hatte. In einem alten Kamin der Villa findet man einen Koffer, in dem Druckplatten für die Herstellung von Banknoten deponiert waren. Zudem enthielt er bündelweise Dollarnoten. Ein Fischer erhält von den Drahtziehern aus dem Westen den Auftrag, den Koffer an Bord seines Bootes zu bringen, damit zur Seegrenze zu Dänemark zu fahren und den Koffer dort zu übergeben. Doch die Schmuggelei wird von einem Küstenschutzboot der DDR-Zollorgane unterbunden.
2. Giftige Nadeln
Der westdeutsche Rauschgiftschmuggler Küppers war in die DDR eingereist. Kriminelle hatten ihm einen Auftrag für seine “Reise” erteilt und der hieß: Mord! Doch vor Ausführung des Verbrechens wird Küppers von Zollunterkommissar Pollner gestellt und unschädlich gemacht. Doch der gesamte Fall ist nicht geklärt, denn was hat es mit der bei einem Unfall schwer verletzten Frau Merkenthin auf sich? Sie ist zu keiner Aussage bereit, aber die Zollfahnder entdeckten: im Unfallwagen der Frau wurde in einer präparierten Armlehne Rauschgift gefunden. Schließlich zeigt sich, dass der Hamburger Boss des Schmugglerrings Küppers beauftragt hatte, Frau Merkenthin zu töten. Frau Merkenthin, eine Sängerin, war unschuldig in diese Sache hineingeraten.
3. Das Haus in der Heide
An der Grenze zur BRD nehmen die Zollfahnder eine westdeutsche Frau fest, weil sie in einem präparierten Kofferradio 20000 Ostmark und 5000 Westmark mittels ihres Autos in die DDR einführen wollte. Beim Verhör gibt sie an, nichts vom Inhalt des Radios gewusst zu haben. Sie stimmte zu, einem gewissen Herrn Wessel in der DDR Grüße von Kronemeier aus München zu übermitteln und ihm das Radio zu übergeben. Die Ermittler vermuten dahinter einen bisher unbekannten Schmugglerring. Zuerst soll geklärt werden, ob dieser Friseurmeister Wessel den Kurier aus München bereits erwartete. Der Zoll stellt den Schmugglern mit einem Lockvogel eine Falle und kann die Schieber festnehmen: sie wollten das berühmte Meissner Porzellan aus der DDR in größeren Mengen aufkaufen und dann illegal in die BRD ausführen.
4. Das Schloss in der Leine
An der deutsch-deutschen Grenze nehmen die Zollorgane der DDR einen aus Westdeutschland kommenden LKW ins Visier. Man bemerkt eine präparierte Verschlussleine am Fahrzeug, bei der Ladung konnte nichts Belastendes gefunden werden. Als der LKW in die BRD zurückkehren will, wird er kontrolliert, die Zöllner befinden aber alles in Ordnung. Tage später vermeldet das Grenzzollamt, dass selbiger LKW mit der auffälligen Verschlussleine wieder in die DDR kommt. Die Ermittler mutmaßen, ob die erste Fahrt nur ein Testballon war. Die Ermittler Frank und Poller observieren den Fahrer Pilster. Dessen Plan fliegt auf, die Tochter eines republikflüchtigen Ehepaars illegal in einem Container in die BRD zu verschleppen. Die Gefahr für die Tochter wird ignoriert, weil die Eltern ohne ihre Tochter nicht an die in der BRD hinterlegte Erbschaft herankommen können. Den Zollorganen gelingt es  das eingeschläferte Mädchen zu retten.
5. Die Kopie
Ein von bestimmten Kreisen in der BRD angeworbener Mann namens Schwalbe hatte Westgeld bekommen. Es war in Kosmetiktuben verborgen, eine Frau Bergau überbrachte sie. Weshalb wollte man Schwalbe dieses Geld zukommen lassen?
Der DDR-Zoll bekommt einen ersten Hinweis durch ein von ihnen abgefangenes Paket mit einem antiken Spiegel darin. Adressat war ein Dr. Wock in Westdeutschland, ein den Ermittlern bekannter Schmuggler. Doch dieses Paket war nur ein Testlauf, mit dem neue illegale Geschäfte vorbereitet werden sollten. Man erkennt, dass ein wertvolles Gemälde des italienischen Renaissancemalers Ghirlandaio aus dem Dresdner Zwinger gestohlen und in die BRD verbracht werden soll, um es dort einem Sammler in Übersee zu übergeben. Dank ihrer Erkenntnis entfernten die Zollbehörden das Original aus dem Museum und ersetzen es durch eine Kopie. Beim Diebstahlsversuch wird der Täter festgenommen.
6. Segelschiffe aus Hawaii
Eine internationale Briefmarkenausstellung in der DDR. Die wertvollsten Objekte werden von den Veranstaltern entsprechend mit Überwachungskameras abgesichert – doch der Raub der teuersten Marken (der weltberühmte Satz “Segelschiffe aus Hawaii”) kann nicht verhindert werden. Die Zollfahndung soll den Fall klären, die Ermittler müssen jedoch darauf achten, mit ihren Aktivitäten nicht den würdigen Rahmen der Abschlussveranstaltung zu stören. Unter den vielen Gästen kann die Täter mit Geschick überführen.
7. Das Testament
Polnische Zollorgane bitten Zollrat Hartmann bei der Aufklärung eines Falles um Hilfe. Die Ermittlungen führen zurück in die Zeit des Zweiten Weltkriegs. Ein Oberst von Zedenitz, Offizier der faschistischen Wehrmacht, hatte einen Teil eines wertvollen Kirchenschatzes aus Polen in seinen Besitz gebracht; mit dem Rückzug auf deutsches Gebiet hatte Zedenitz das Diebesgut dann irgendwo im Raum Berlin versteckt. Der Zoll geht davon aus, dass es dem Offizier zu Lebzeiten nicht gelungen war, das Diebesgut aus dem Versteck zu holen und es in die BRD zu verbringen. Inzwischen verstorben, macht sich seine Nichte, die Alleinerbin Marion von Gabron daran, den geraubten Kirchenschatz in ihre Hände zu bekommen. Zu diesem Zweck nimmt sie an einem Aquarianer-Kongress in der DDR teil. Als sie versucht, die Kunstgegenstände an dem ihr bekannten Ort auszugraben, wird sie verhaftet.
8. Meisterzinn
Auf einer Kunstauktion in der BRD wurde Meisterzinn angeboten und verkauft; dabei sollte es sich um wertvolle Originale aus dem 17. Jahrhundert gehandelt haben. Die Originale jedoch, um die es hier ging, müssten sich eigentlich im Besitz einer Zinngalerie in der DDR befinden. Man vermutete, dass bei der Auktion Duplikate versteigert worden waren. Dann wurden an den Originalen im Bestand der DDR-Galerie Reste von Plastilin gefunden, die eine Fälschungstheorie wieder erhärteten. Nun galt es, den Menschen zu finden, der auf der Grundlage von Abdrücken solch meisterhafte Kopien fertigen konnte und, auf welchem Weg das Zinngut nach Westdeutschland kam. Ins Visier der Zollfahndung gerät der Restaurator Wagemann.
9. Ein Paket fällt aus dem Zug
Der polnische Zoll informierte ihre Genossen in der DDR, dass aus dem Expresszug, der von Warschau in die DDR fährt, mehrmals Päckchen geworfen wurden, immer genau dann, wenn der Expresszug die Grenzbrücke überquerte. Schmuggel wurde vermutet. Die Zollermittler finden Auto- und Fahrradspuren. Durch intensive Spurenauswertung gelang es, den Kreis der Verdächtigen einzuengen. Gezielt wurde nun der verdächtige Tenorsänger Schmidt-Papplitz befragt, doch hatte er für die Tatzeiten ein starkes Alibi: er stand auf der Bühne. In den geschmuggelten Päckchen befanden sich wertvolle Münzen, die aus einem polnischen Museum entwendet worden waren, und auch die Schmuggler konnten gefasst werden.
10. 15 Karat
Ein Zufall führt die Zollfahnder auf die Spur einer neuen Schmugglerbande. Eine Familie hatte auf ihrem Grundstück eine verletzte Brieftaube gefunden, und in einer an dem Tier befindlichen Hülse entdeckte man einen wertvollen Brillanten. Der Fundort nahe der Grenze zur BRD weckte den Verdacht auf Aktivitäten von Schmugglern. Die Taube hatte durch den Unfall die Orientierung verloren, konnte keine Verbindung zum Heimatschlag herstellen. Der Zoll ermittelt, dass mehrere in die DDR per Tauben verschickte Diamanten in der BRD gestohlen worden waren. In seiner Originalform konnte man das Diebesgut nicht veräußern, weil es zur Fahndung ausgeschrieben war; die Steine mussten umgeschliffen werden, dazu hatte man über Mittelsmänner einen Schleifer in der DDR angeworben.
11. Die Pelzschleuse
Einem jungen Mann war auf der Straße eine attraktive junge Frau aufgefallen, beobachtete sie deshalb eine ganze Weile. Sie betrat ein Pelzgeschäft, und der junge Mann bestaunte die Frau durch die Schaufensterscheibe ob ihres schicken Aussehens, auch wenn die Bekleidung – es war ja gerade Sommer – nicht in die Jahreszeit passte. Zu seinem Erstaunen stellte er fest, wie die Frau zwei weitere Rauchwarengeschäfte aufsuchte, sich auch dort jeweils einen teuren Pelzmantel aussuchte und bezahlte, wobei sie mit fortschreitender Zeit nervös zu werden schien, möglicherweise hatte sie den Mann bemerkt. Schließlich eilte sie zu ihrem Wartburg und fuhr davon. Der junge Mann teilte seine Beobachtungen den Staatsorganen mit, es wurde ermittelt. Sie ermittelten, dass die Pelze des Nachts von einem Binnenschiffer an Bord genommen wurden, der dann versuchte, auf seiner Route nach Hamburg die Pelze aus der DDR zu schmuggeln. Das Geschäft flog auf, weil der Schiffer den Lieferanten um die Bezahlung der Ware prellen wollte.
12. Nächtlicher Empfang
Im Besitz eines Herrn König vermutete man wertvolle Autographen des Komponisten Robert Schumann. Um den Wert der Stücke exakter zu bestimmen, begab er sich mit den Schriftstücken ins Schumann-Haus und bat dortige Spezialisten um ihre Einschätzung. Nur kurze Zeit später wurden diese Autographen in einem Auktionskatalog der BRD angeboten. Von da an stand König unter der Beobachtung der Zollermittler. Sie observieren ihn und bemerken, dass König diese Wertstücke eines Tages an einem Denkmal im Park versteckte. Zwei Bürger der BRD versuchten, die Autographen von dort abzuholen, wurden aber gleichfalls observiert und  wie König von den Ermittlungsorganen festgenommen.